# Mythimna decisissima
Mythimna decisissima là một loài bướm đêm thuộc họ Noctuidae. Nó được tìm thấy ở Ấn Độ across south-east châu Á, bao gồm Hong Kong, Nhật Bản, Đài Loan và in Úc in Queensland và New South Wales. It is also present in Nam Phi.